# Fusil Joslyn
Los Joslyn fueron una serie de fusiles y carabinas de retrocarga estadounidenses, producidos a mediados del siglo XIX. Su nombre es frecuentemente empleado para referirse al Joslyn Modelo 1861/1862, que fue el primer fusil de retrocarga producido en masa en el Springfield Armory.

## Historia
Benjamin Franklin Joslyn era conocido como uno de los más interesantes diseñadores de armas de fuego durante la Guerra de Secesión, pero era más conocido por sus constantes conflictos con subcontratistas y el Gobierno Federal que por la calidad de sus armas. Sus disputas con el gobierno continuaron mucho después del final de la guerra.
En 1855, Joslyn diseñó una carabina de retrocarga. Después de pruebas extiosas, el Ejército estadounidense ordenó 50 fusiles calibre 13,7 mm (.54) en 1857. El Ejército perdió rápidamente el interés en este fusil, pero en 1858 la Armada ordenó 500 fusiles calibre 14,7 mm (.58). Los problemas de producción hicieron que solamente fueron suministrados 150 o 200 fusiles en 1861.
En 1861, Joslyn diseñó una versión modificada que disparaba un cartucho con casquillo metálico de percusión anular. El Departamento Federal de Armamento ordenó 860 carabinas, que fueron suministradas en 1862. La mayoría fueron empleadas por unidades de Ohio. En 1862, Joslyn recibió una orden de 20.000 carabinas. El suministro de estas armas empezó en 1863, pero cuando la guerra terminó solamente se habían suministrado la mitad.
En 1865, Joslyn envió dos modelos de carabinas para ser probadas, ambas basadas en la carabina Modelo 1864. A pesar de las dificultades entre Joslyn y el gobierno estadounidense, se hizo un pedido de 5.000 carabinas. El Springfield Armory produjo aproximadamente 3.000 fusiles Joslyn antes del fin de las hostilidades.
Cuando la guerra terminó, el gobierno estadounidense canceló todos los contratos restantes, afirmando que los fusiles no cumplieron con las especificaciones requeridas. Los litigios respecto a estos contratos continuaron por muchos años después del final de la guerra.
En 1871, 6.600 carabinas y 1.600 fusiles que habían sido recalibrados y modificados para disparar el cartucho de percusión central .50-70 Government, fueron vendidos a Francia debido a la Guerra franco-prusiana. Muchas de estas armas fueron capturadas por Alemania, vendidas a Bélgica y finalmente transformadas en escopetas que fueron enviadas al África.

## Diseño y características
El Modelo 1855 empleaba cartuchos de papel, cuya carga propulsora era detonada por cápsulas fulminantes. El cerrojo era abierto mediante una palanca con anillo que iba a lo largo de la empuñadura de la culata. El fusil tenía un cañón de 762 mm de longitud y su longitud promedio era de 1.143 mm. La carabina tenía un cañón de 559 mm de longitud y su longitud era de 965 mm. Las carabinas compradas por el Ejército estadounidense eran de calibre 13,7 mm, mientras que las carabinas compradas por la Armada eran de calibre 14,7 mm. Se podía montar una espada-bayoneta en su cañón.
El fusil Modelo 1861 empleaba cartuchos de percusión anular con casquillos metálios y tenía un cerrojo con bisagra llamado "gorra" que envolvía la recámara y se abría hacia la izquierda cuando se soltaba su retén. Este diseño fue refinado en 1862 con la adición de entalles que mejoraban la inserción del cartucho y la extracción del casquillo vacío. El Modelo 1861 disparaba el cartucho de percsión anular .56-56 Spencer, mientras que el mejorado Modelo 1862 disparaba el cartucho .56-52 Spencer. Sus cañones no estaban diseñados para montar una bayoneta.
El fusil Modelo 1864 tenía varias mejoras y refinamientos menores respecto al Modelo 1862, pudiendo disparar tanto el cartucho .56-52 Spencer o un cartucho específico de calibre 13,7 mm producido por Joslyn.
El fusil Modelo 1865 producido en el Springfield Armory estaba basado en el fusil de avancarga Springfield Modelo 1863, excepto que empleaba el cerrojo de bisagra de Joslyn en lugar de su llave de percusión original.